# Веселов, Иван Иванович
Иван Иванович Веселов (1882, Калужская губерния — 3 января 1960, Промышленная, Кемеровская область) — звеньевой колхоза «Ударник полей» Промышленновского района Кемеровской области, Герой Социалистического Труда (1949).

## Биография
Родился в 1882 году в одном из сельских населённых пунктов Калужской губернии. В годы Великой Отечественной войны возглавлял полеводческую бригаду колхоза «Ударник полей» Промышленновского района.
В 1948 году бригада Ивана Веселова сдала в среднем с каждого гектара по 501,3 центнера картофеля на участке площадью 6 гектаров. Указом Президиума Верховного Совета СССР от 25 февраля 1949 года удостоен звания Героя Социалистического Труда «за получение высоких урожаев пшеницы, ржи и картофеля в 1948 году» с вручением ордена Ленина и золотой медали «Серп и Молот».
Этим же указом звания Героя Социалистического Труда были удостоены председатель Анатолий Никанорович Ермолов, звеньевые Матрёна Борисовна Долбня, Любовь Васильевна Лебедева и Мария Моисеевна Шевченко.
В 1950 году председатель колхоза Анатолий Никанорович Ермолов был лишён звания Героя Социалистического Труда за недостоверные сведения о состоянии колхозного хозяйства и завышенные показатели по урожайности зерновых. Иван Веселов сохранил свой почётный статус Героя Социалистического Труда.
Проживал в посёлке Промышленная.